# Klára Samková
Klára Alžběta Samková (ur. 23 marca 1963 w Brnie) – czeska prawniczka, adwokat, a także polityk, deputowana do Zgromadzenia Federalnego (1990–1992).

## Życiorys
Studia prawnicze rozpoczęła w 1982 na Uniwersytecie Jana Ewangelisty Purkyniego w Brnie, a ukończyła w 1986 na Uniwersytecie Karola w Pradze. Pracowała w zawodzie prawnika w administracji publicznej oraz w izbie adwokackiej. W 1994 podjęła praktykę jako adwokat. W latach 2006–2007 równocześnie wykładała podstawy prawa w Ostrawie.
W 1990 z ramienia Forum Obywatelskiego uzyskała mandat posłanki do jednej z izb Zgromadzenia Federalnego Czeskiej i Słowackiej Republiki Federalnej, reprezentując Romską Inicjatywę Obywatelką (którą zakładała, nie będąc sama narodowości romskiej). Po rozpadzie forum przeszła do Obywatelskiej Partii Demokratycznej, w parlamencie zasiadała do końca kadencji w 1992. Od 1993 do 1998 była członkinią ODS. Zajęła się również działalnością publicystyczną, m.in. współpracując z gazetą „Mladá fronta Dnes”. Opublikowała kilka pozycji książkowych, w tym poświęconych problematyce wykluczenia Romów.
W 2003 prezydent Václav Klaus zgłosił jej kandydaturę na sędziego Sądu Konstytucyjnego Republiki Czeskiej, nie zyskała jednak poparcia w Senacie. W 2010 wstąpiła do partii TOP 09, uzyskując w tym samym roku mandat radnej Pragi. Mimo braku poparcia swojego ugrupowania planowała start w wyborach prezydenckich w 2013. Nie uzyskała wymaganej liczby podpisów i nie została zarejestrowana.
W 2014 odeszła z TOP 09, podejmując współpracę ze Świtem Demokracji Bezpośredniej Tomia Okamury.

## Życie prywatne
Jej pierwszym mężem był romski aktywista Ivan Vesely. Nosiła wówczas nazwisko Veselá-Samková, zmieniając je w 2010 już po rozwodzie. Jej drugim mężem został dziennikarz sportowy i pisarz Pavel Skramlík.